# Aurélien Saintoul
Aurélien Saintoul, né le 26 mai 1988 à Drancy (Seine-Saint-Denis), est un homme politique français, membre de La France insoumise. Il est conseiller municipal de Montrouge depuis 2020 et député des Hauts-de-Seine depuis 2022. À partir de 2022, il est aussi secrétaire de la commission de la Défense nationale et des Forces armées.

## Biographie

### Jeunesse et formation
Originaire des Pyrénées-Orientales, Aurélien Saintoul fait ses études en classe préparatoire aux grandes écoles au lycée Louis-le-Grand à Paris. Il obtient l'agrégation de lettres classiques en 2016, avant d'être affecté dans un lycée d'Île-de-France. 

### Parcours politique
Aux élections législatives de 2017, il est suppléant de la candidate communiste Yasmine Boudjenah, battue au second tour dans la onzième circonscription des Hauts-de-Seine. Il est collaborateur parlementaire de Bastien Lachaud de 2017 à 2022.
Aux élections municipales de 2020, Aurélien Saintoul mène la liste « Montrouge Écologique et Solidaire », soutenue par EELV, La France insoumise, Génération.s et l'association Nouvel'R (des dissidents du Parti socialiste). La liste se maintient au second tour et obtient 15,16 % des suffrages  de scrutin, se plaçant en troisième position. Aurélien Saintoul est alors élu au conseil municipal de Montrouge avec deux de ses colistiers. Juliette Méadel, arrivée en deuxième position, l'accuse d'avoir fait alliance avec le maire UDI Étienne Lengereau, LFI voulant selon elle "faire la peau à la gauche républicaine".
Lors des élections législatives de juin 2022, il se présente à nouveau dans la onzième circonscription des Hauts-de-Seine sous l'étiquette NUPES, avec comme suppléante Claire Gabiache, conseillère municipale (Génération.s) de Bagneux. Il est élu au second tour avec 54,76 % des voix, face à la députée sortante Laurianne Rossi (LREM - Ensemble),.
En raison de son élection en tant que député, Aurélien Saintoul renonce à son siège de conseiller municipal à Montrouge obtenu lors des élections municipales de 2020.
En février-mars 2024, il fait partie, en tant que rapporteur, de la Commission d’enquête parlementaire sur l’attribution des fréquences TNT. Il est à l'origine de la création de cette commission. Selon Libération, cette commission reflète le désir de la gauche française de s'emparer du sujet de l'indépendance et du pluralisme des médias, et plus particulièrement des chaînes privées. Pour Aurélien Saintoul, cette enquête va permettre de faire le « bilan de trente-cinq ans de libéralisation du marché de l'audiovisuel ». Lors des échanges, Le Figaro juge que certaines questions sont « insistantes » et « hors de propos », notamment lors d'une intervention d'Aymeric Caron sur la Palestine,, et relève que le président Quentin Bataillon est régulièrement amené à intervenir. Un de ces échanges tendus a lieu à la suite d'une suggestion d’Aurélien Saintoul de baisser le salaire de Cyril Hanouna, lequel estimait, durant la commission d'enquête, que les programmes de la chaîne C8 et ses téléspectateurs avaient pâti d'une amende de l'ARCOM, jugée disproportionnée (C8 avait dû s'acquitter de 3,5 millions d'euros après que Cyril Hanouna a insulté le député Louis Boyard durant un direct de TPMP, à la suite d'un échange sur les intérêts économiques du patron de la chaîne, Vincent Bolloré).  
Pour Marianne, durant l'audition des représentants de CNews, le « mépris » et l' « imprécision » d'Aurélien Saintoul « ont pour résultat final de donner du grain à moudre à CNews dans sa stratégie de victimisation idéologique », tandis que Le Monde décrit plutôt des dirigeants de C8 et CNews « un peu froissés par ce passage en essoreuse ». Aurélien Saintoul est par la suite attaqué dans plusieurs médias appartenant au groupe Vivendi (essentiellement détenu par V. Bolloré), un article du JDD le qualifie par exemple de « Saint-Just de la TNT » et de « Grand inquisiteur ». Sur Europe 1, Eugénie Bastié le compare au personnage de Pauvre Bitos dans la pièce d'Anouilh, tandis que Pascal Praud s'interroge sur ses « passions tristes » et son esprit de « vengeance » et de « méchanceté ».

## Prises de position

### Controverse lors du projet de réforme des retraites en France en 2023
Le 13 février 2023, lors des débats du projet de réforme des retraites à l'Assemblée nationale, Aurélien Saintoul aborde la hausse du nombre de morts dans les accidents du travail et la suppression des CHSCT, avant de qualifier le ministre du Travail Olivier Dussopt « d'imposteur » et « d'assassin », lui faisant porter la « responsabilité de ces choix politiques »,,. Le second terme provoque de vives réactions à travers l'hémicycle ainsi qu'une suspension de séance. La majorité des groupes parlementaires,, — à travers leur président — condamnent ces propos,. Aurélien Saintoul présentera ensuite ses excuses. Il est sanctionné par l'Assemblée d'un rappel à l'ordre avec inscription au procès-verbal.

## Résultats électoraux

### Élections municipales
| Année | Parti | Parti | Ville     | 1er tour | 1er tour | 1er tour | 2d tour | 2d tour | 2d tour |
| Année | Parti | Parti | Ville     | Voix     | %        | Rang     | Voix    | %       | Issue   |
| ----- | ----- | ----- | --------- | -------- | -------- | -------- | ------- | ------- | ------- |
| 2020  |       | LFI   | Montrouge | 1 453    | 12,79    | 4e       | 1 787   | 15,16   | Battu   |

### Élections législatives
| Année | Parti et coalition | Parti et coalition | Circonscription        | 1er tour | 1er tour | 1er tour | 2d tour | 2d tour | 2d tour |
| Année | Parti et coalition | Parti et coalition | Circonscription        | Voix     | %        | Rang     | Voix    | %       | Issue   |
| ----- | ------------------ | ------------------ | ---------------------- | -------- | -------- | -------- | ------- | ------- | ------- |
| 2022  |                    | LFI (NUPES)        | 11e des Hauts-de-Seine | 16 359   | 44,98    | 1er      | 19 583  | 54,76   | Élu     |
| 2024  |                    | LFI (NFP)          | 11e des Hauts-de-Seine | 25 031   | 50,14    | 1er      |         |         | Élu     |